# Круглый зал
Кру́глый зал, также Музыка́льный павильо́н, За́ло, Но́вое за́ло — садово-парковый павильон, памятник архитектуры  в Павловском парке Павловска, в композиционном центре паркового района Большая Звезда, на круглом лугу, к которому сходятся многие аллеи.

### История постройки
До постройки павильона здесь была круглая площадка с десятью ступенями; возможно, на ней стояла трельяжная беседка. Современный павильон построен по проекту Чарлза Камерона, созданному в конце 1790-х годов. Строительством заведовал В. Бренна, изменивший изначальный проект интерьеров — изначально сооружение было двухъярусным, с гирляндами и использованием техники гризайль в первом ярусе, с орнаментом из плетёнок и розеток, а также с лепными фризом и карнизом во втором ярусе. Строительство было начато в 1799 году и завершено в 1800 году, на него было потрачено 10 000 рублей. При открытии в павильоне были установлены 4 статуи и 4 бюста: «Венера Медицис» за 35 руб., «Аполлино» — 30, «Фаун с тарелками» — 30, «Меркурий» — 30, «Гений, Минерва, Ромул и Ахиллес» — по 5 рублей. Статуи и бюсты не сохранились.
На лесной луг у Круглого зала к 1806 году был выведен Тярлевский водовод, одна из дальних трасс Таицкой системы водоводов. У стен Круглого зала воды из Таицких ключей могли направляться либо к Большому каскаду через Старошалейный водовод и Вокзальный пруд, либо сбрасываться в Краснодолинный ручей, образующий каскад у Елизаветина павильона. Пруды, созданные Пьетро Гонзаго в начале XIX века в новом ландшафтном районе Долина прудов были названы Круглозальными по видимому с них павильону.

### Описание
Павильон слегка удлинён в плане, у него полукруглые выступы-апсиды на торцах. Продольные фасады украшены колоннами ионического ордера, между ними стоят широкие застеклённые двери с полукруглыми завершениями. В центральной части здания сделан аттик. Главный фасад обращён на юго-восток, на нём дополнительно сделан треугольный фронтон. Апсиды соединены с основной частью павильона одним карнизом, окна в них прямоугольные.
Центральная часть павильона перекрыта ложным коробовым сводом с росписью. Конхи апсид украшены кессонами с лепными розеттами.

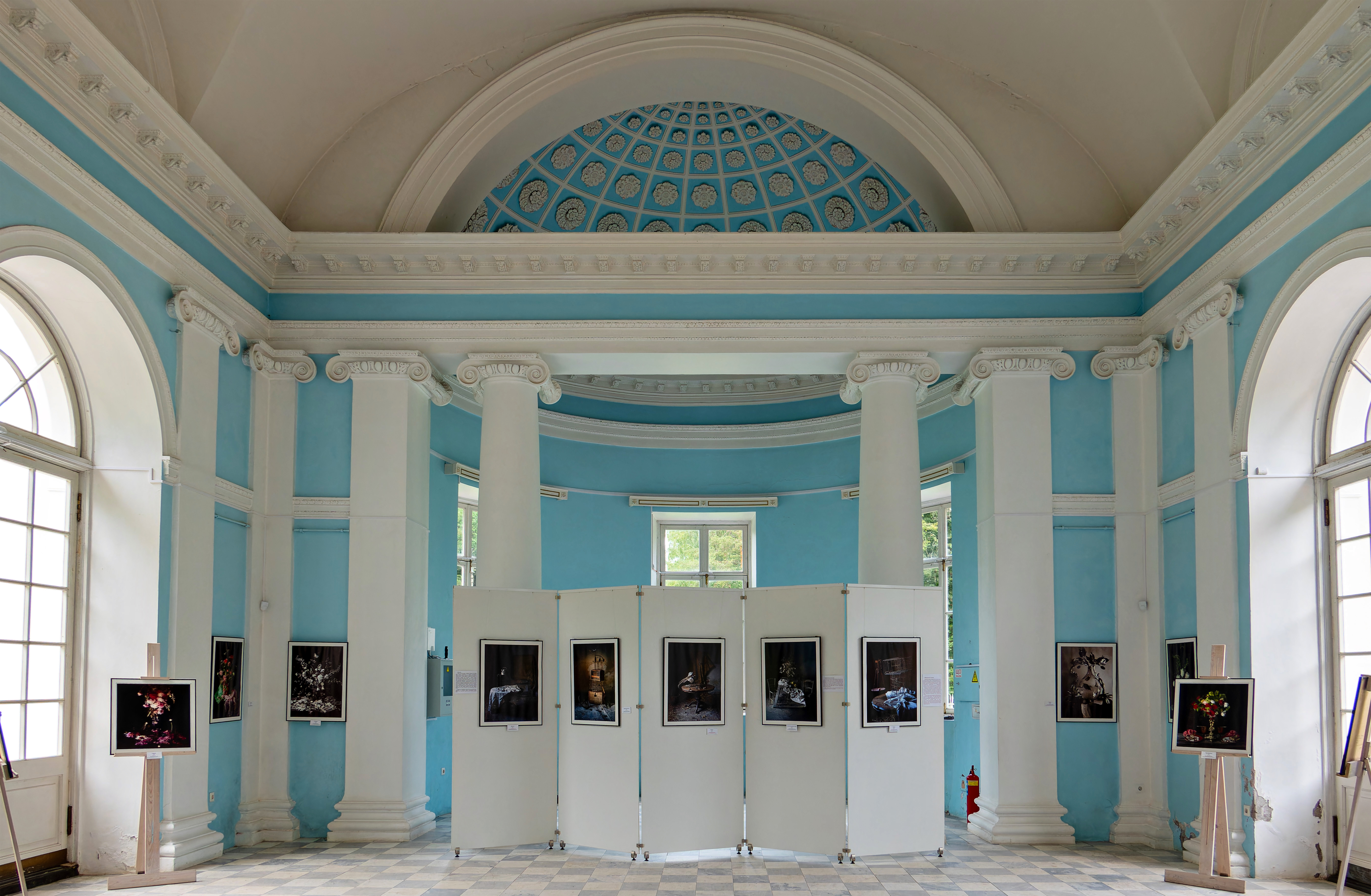
Интерьеры, 2024 год

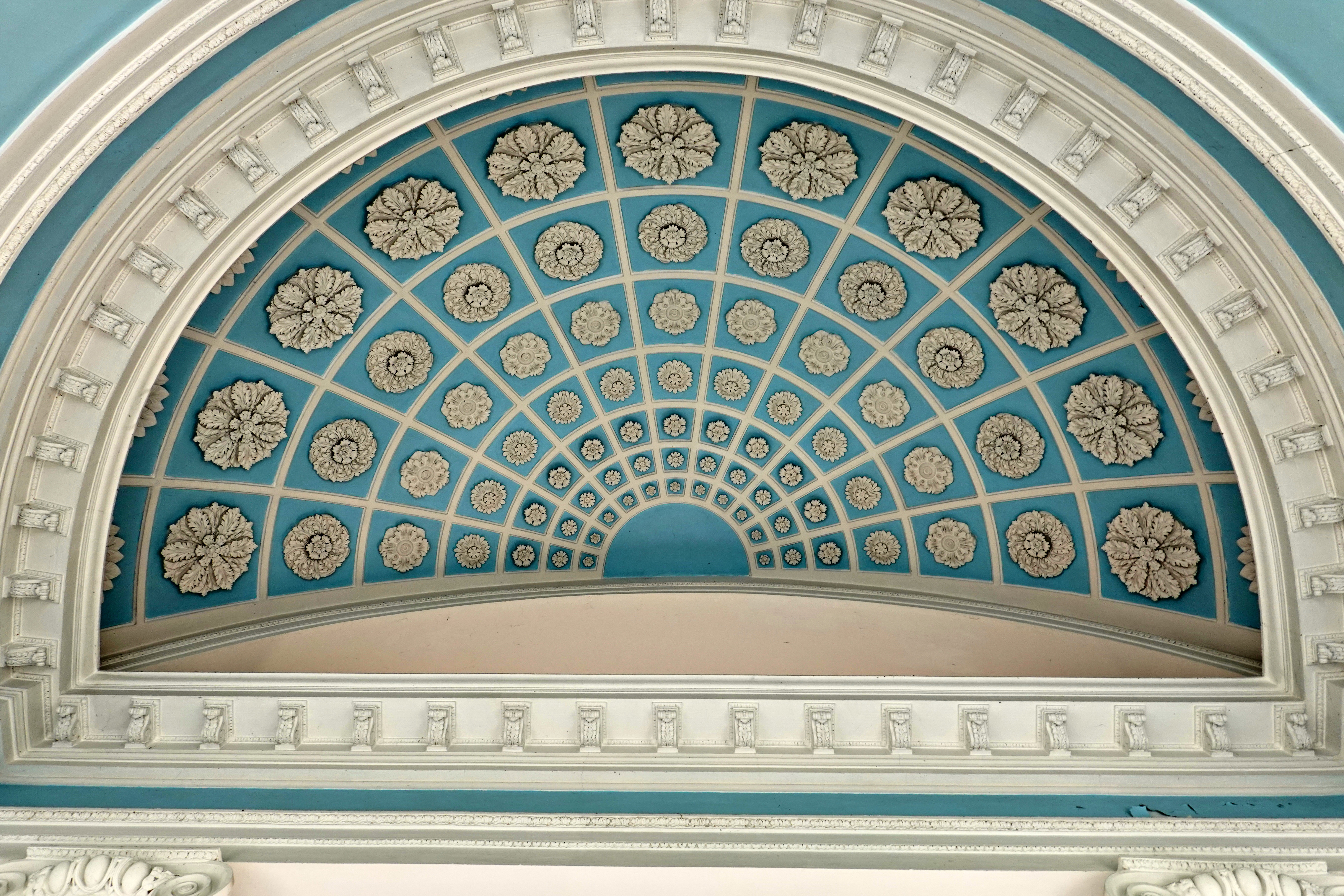

Павильон хорошо просматривается со всех сходящихся к нему аллей. Изначально он использовался как музыкальный салон.

### Перестройка и последующие изменения
После постройки железнодорожной линии с насыпью в 1837 году в непосредственной близости к павильону здание было разобрано и вновь возведено на более высоком основании; при этом было упрощено лепное оформление фасадов, внутри были поставлены деревянные перегородки, и музыкальный павильон стал выполнять роль кафе. В народе французское название павильона, фр. Salon de musique, было адаптировано как «Солёный мужик», что отражено в стихотворении Василия Павловича Бетаки:
А это названье «Салон де мюзик»,

Понятное лишь для господ,

Народ переделал в «Солёный Мужик»:

Солон мужицкий пот!
Название «Круглый зал» появилось в XIX веке и в целом ошибочно, ибо здание в плане ближе к овалу. «Круглым» зал стал благодаря двум полукруглым апсидам в торцах павильона.
С 1917 года павильон был законсервирован, переносное убранство было перемещено во дворец. Весной 1922 года была сломана дверь и украдено зеркало со стены над камином.
Павильон сильно пострадал во время Великой Отечественной войны, полностью лишившись интерьера и утратив до двух третей своего материального состава. Был восстановлен после завершения боевых действий относительно поздно, в 1960-е годы (по другим данным, в 1976 году), после чего в нём вновь стали проводить концерты. Ещё одна реставрация прошла в 1998 году.